# Theiophytalia kerri
La teiofitalia (Theiophytalia kerri) era un dinosauro appartenente agli ornitopodi, vissuto nel Cretaceo inferiore (Aptiano-Albiano, circa 115 milioni di anni fa). I suoi resti fossili sono stati ritrovati in Colorado (USA).

## Descrizione
Questo animale è conosciuto solo per alcune parti di un cranio, e la ricostruzione dell'aspetto di Theiophytalia deve basarsi su animali a esso simili, come Camptosaurus. Il cranio era piuttosto allungato e basso, dotato di un muso lungo e di arcate zigomatiche ben evidenti. Le dimensioni dell'intero animale dovevano aggirarsi sui sei metri di lunghezza, e se l'animale fosse stato simile a Camptosaurus, allora il corpo era molto simile a quello di un tipico iguanodonte: corporatura relativamente massiccia, zampe lunghe e forti, coda alta e lunga. 

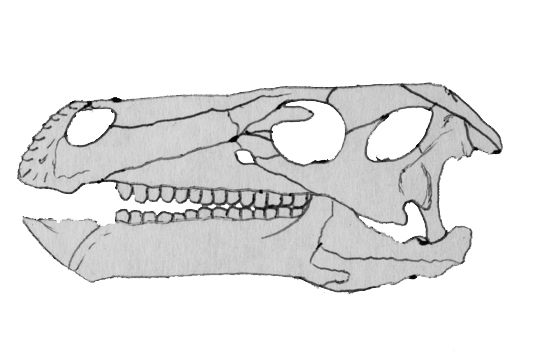
Ricostruzione del cranio di Camptosaurus basato su quello di Theiophytalia

## Fossili e classificazione
L'unico resto fossile noto di Theiophytalia è un cranio incompleto, consistente in un muso, nelle ossa delle guance e nella parte posteriore della mandibola. Questo cranio fu utilizzato da Charles Whitney Gilmore nel 1909 per ricostruire il cranio di Camptosaurus, all'epoca poco conosciuto. Solo nel 2006 uno studio compiuto da Brill e Carpenter mise in luce che i fossili di Theiophytalia provenivano da un orizzonte stratigrafico molto più recente di quello di Camptosaurus ed erano anche sufficientemente distinti per una differenziazione generica. È possibile che Theiophytalia fosse una sorta di forma intermedia tra Camptosaurus e altri iguanodonti più evoluti come lo stesso Iguanodon. Forme assai simili sono Dakotadon e Hippodraco, entrambe del Cretaceo inferiore nordamericano. Il nome generico di Theiophytalia deriva dal greco e significa "Giardino degli dei".